# 吐鲁番博物馆
吐鲁番博物馆（維吾爾語：تۇرپان مۇزېيى‎），位于中华人民共和国新疆维吾尔自治区吐鲁番市高昌区木纳尔路，是吐鲁番市属综合性博物馆。是国家一级博物馆、国家AAAA级旅游景区、2021-2025年第一批全国科普教育基地。吐鲁番博物馆前身可追溯到1960年代建立的吐鲁番县展览馆文物小组，博物馆于1986年开始筹备，1991年正式对外开放，成立后先以南昌路旧馆为馆址，后迁入木纳尔路的新馆。木纳尔路的吐鲁番博物馆馆舍建筑面积17000平方米，展厅面积4000余平方米。
吐鲁番博物馆常设《丝路明珠吐鲁番通史陈列厅》《巨犀化石陈列厅》《文书陈列厅》《古钱币陈列厅》《沉睡千年——吐鲁番出土干尸及其随葬遗物展》五个陈列展。馆藏包括石、陶、木、铜、金器、钱币、木雕、动植物化石标本等在内的20637件（套）文物，其中892件（套）珍贵文物，包括被录入第一批《国家珍贵古籍名录》的《论语郑氏注》唐西州卜天寿抄本。

## 建馆历史

### 前博物馆时期
吐鲁番的文物保护工作起始于1954年，彼时吐鲁番县文教科设负责文物管理的文物干部1人。1956年成立了吐鲁番文物保护小组，以负责管理吐鲁番地区的文物遗址。1959年，吐鲁番文管所成立。:13如今吐鲁番博物馆脱胎于1964年成立的吐鲁番县展览馆文物小组，展厅地址选择在现吐鲁番市人民政府附近，面积300平方米，出土文物、干尸是主要展品。次年，吐鲁番文管所改为管理吐鲁番县、鄯善县、托克逊县三县文物遗产的文管所。1966年，展览馆更名为吐鲁番文物陈列馆。吐鲁番文物陈列馆是中华人民共和国成立后，吐鲁番地区唯一的文物展出机构。:61978年，吐鲁番地区文物保护管理所正式成立。:13

### 高昌路时期
进入20世纪80年代中期后，吐鲁番文物陈列馆难以继续满足考古工作的开展和旅游业的发展。1986年，开始筹备成立吐鲁番博物馆，同时期博物馆建筑开始建设。1989年，吐鲁番博物馆成立，隶属于吐鲁番地区文物保护管理所。:9-13:6吐鲁番博物馆馆址设置在高昌北路，是一栋占地5000平方米的二层建筑。建筑外立面以黄色瓷砖为主，代表戈壁沙漠；其间有紫红色瓷砖点缀，代表戈壁沙漠中的绿洲和所孕育的人类文明。经过超过1年的布展等工作，1991年博物馆正式对外开放。开放初期设置陈展面积月300平方米的“吐鲁番历史文物陈列厅”和陈展面积约30平方米的“古尸陈列厅”。:9-13
1993年3月，吐鲁番地区文物保护管理所和吐鲁番博物馆等单位合并成为吐鲁番地区文物中心。1995年吐鲁番地区文物管理局成立，吐鲁番博物馆隶属于地区文物管理局。发现巨犀化石后，吐鲁番博物馆于1996年在博物馆西侧新建“巨犀化石陈列厅”，并于次年建成。在调整展厅后，博物馆设三个常设展和一个临时展。2004年，“吐鲁番历史文物陈列厅”升级改造，但规模未变。2008年3月开始免费对外开放。同年6月，因迁址博物馆暂时闭馆。:6-13

### 木纳尔路时期
随着博物馆世界的发展，高昌路的吐鲁番博物馆日显老旧和狭小。2006年9月位于木纳尔路的吐鲁番博物馆开始修建。历时三年，吐鲁番博物馆博物馆于2009年9月对外开放。新的吐鲁番博物馆展厅面积从1000多平方米增至4278平方米，建筑面积从5000平方米增至17570平方米。首批展览包括“吐鲁番通史陈列厅”“巨犀化石陈列厅”。:6-13全国人民代表大会常务委员会副委员长司马义·铁力瓦尔地等人在开馆首日参观博物馆。
吐鲁番博物馆位于中华人民共和国新疆维吾尔自治区吐鲁番市高昌区木纳尔路1268号，旁有观光塔。吐鲁番市文物局机关大楼、吐鲁番学研究院大楼与其相邻。吐鲁番博物馆建筑占地面积超过20000平方米，建筑面积17570平方米，为三层框架结构建筑，部分有地下室。建筑顶部并非平直，而是自北向东倾斜。建筑平面呈月牙形，建筑外墙从东南正门向西北大门有四块弧形巨型浮雕，浮雕描绘了吐鲁番4000年的历史，大致可分为车师人统治时期、中原王朝治理时期、回鹘人为主体时期、多民族共同发展时期。

## 主要陈列

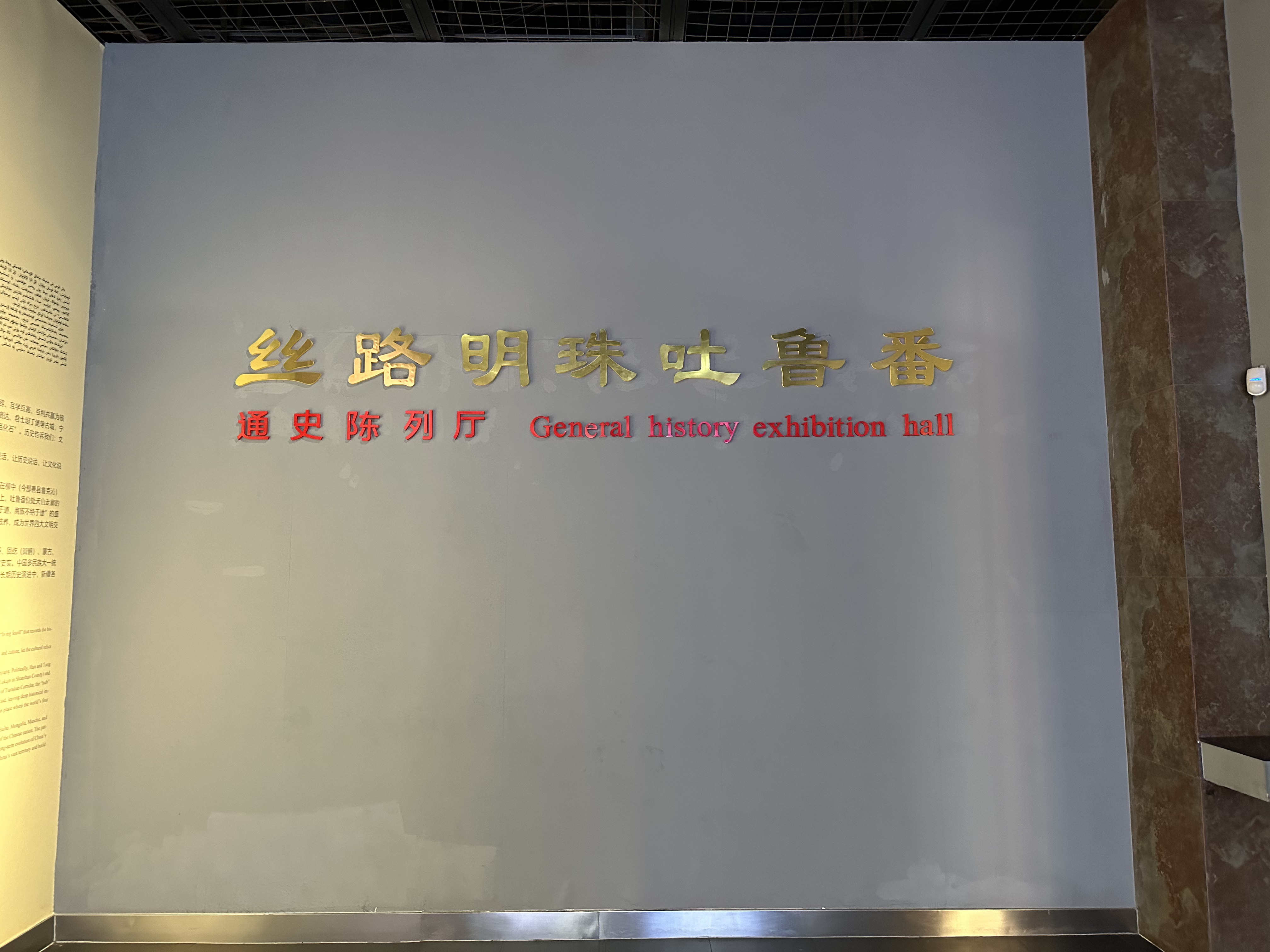
吐鲁番博物馆丝路明珠吐鲁番通史陈列厅

吐鲁番博物馆展厅面积近4300平方米，共有9个陈列展厅。常设5个基本陈列，从不同角度展示吐鲁番的历史文化。分别是《丝路明珠吐鲁番通史陈列厅》《巨犀化石陈列厅》《出土文书陈列厅》《出土古钱币陈列厅》《沉睡千年——吐鲁番出土干尸及其随葬遗物展》。

### 丝路明珠——吐鲁番通史陈列
《丝路明珠——吐鲁番通史陈列》初为吐鲁番历史文物陈列，迁入木纳尔路的馆址后升级为吐鲁番通史陈列厅，是吐鲁番博物馆的常设展，展出的是中华人民共和国成立后吐鲁番考古出土、征集、采集、捐赠的文物。2020年陈列升级为《丝路明珠——吐鲁番通史陈列》，陈列以时间为轴分为七部分，分别是“远古文明  曙光初现——石器时代”“绿洲农牧  神秘萨满——先秦时期”“开通丝路 都护西域——两汉时期”“郡县确立 多元一体——魏晋至隋朝时期”“安西都护  丝路繁华——唐朝时期”“甥舅藩属  文化荟萃——五代宋元明时期”“爱国卫疆 维护统一——清朝时期”。展示文物超过包括近百件国家一级、二级、三级文物在内的文物共470件（套），类型包括石器、陶器、木器、泥俑、文书、棉纺织品等超过30种。可以看到阿斯塔那古墓群出土的灯笼裤、百褶裙、木俑；洋海墓地出土的彩陶、吐峪沟石窟出土的壁画等。除文物陈列和文字介绍外，展示形式包括LED高清视频展示、沙盘展示等多种。2020年，被选入国家文物局推介的2020年度“弘扬优秀传统文化、培育社会主义核心价值观”主题展览之一。

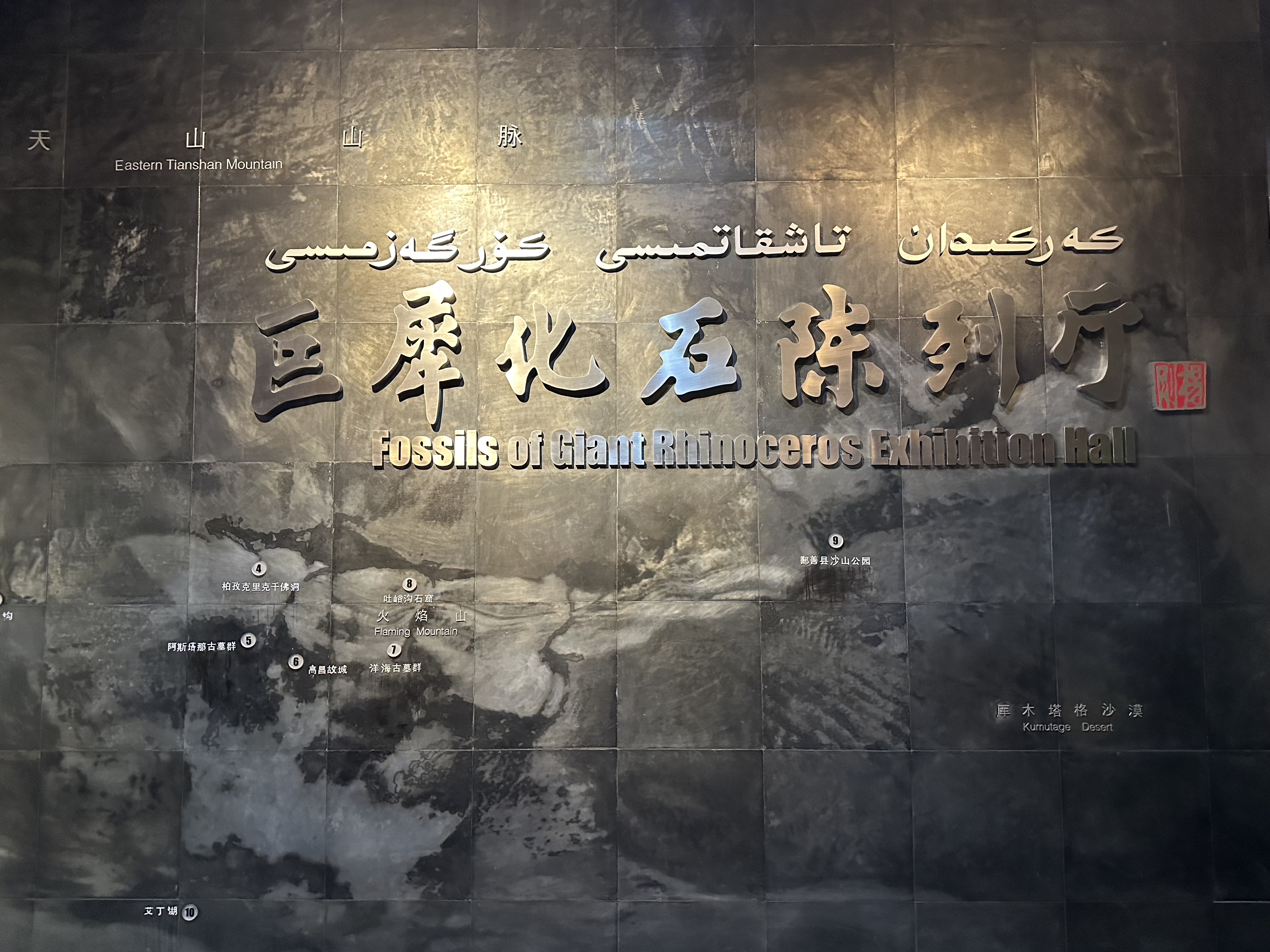
吐鲁番博物馆 巨犀化石陈列厅

### 巨犀化石陈列厅
巨犀化石陈列厅是基于1997年的陈展上重新设计的展厅，所展出陈列展是吐鲁番博物馆常设展之一，位于博物馆二层。巨犀化石陈列厅分为古动物展区、巨犀化石展区、生命的起源展区、灵长类的起源四部分。展厅以1993年出土的美丽巨犀化石为核心，准噶尔翼龙等恐龙和其他动物化石为辅助展品，共展出超过200件文物。除化石文物外，巨犀化石陈列厅还有幻影成像模型、混合现实等不同的展览形式。:93-96

### 文书陈列厅

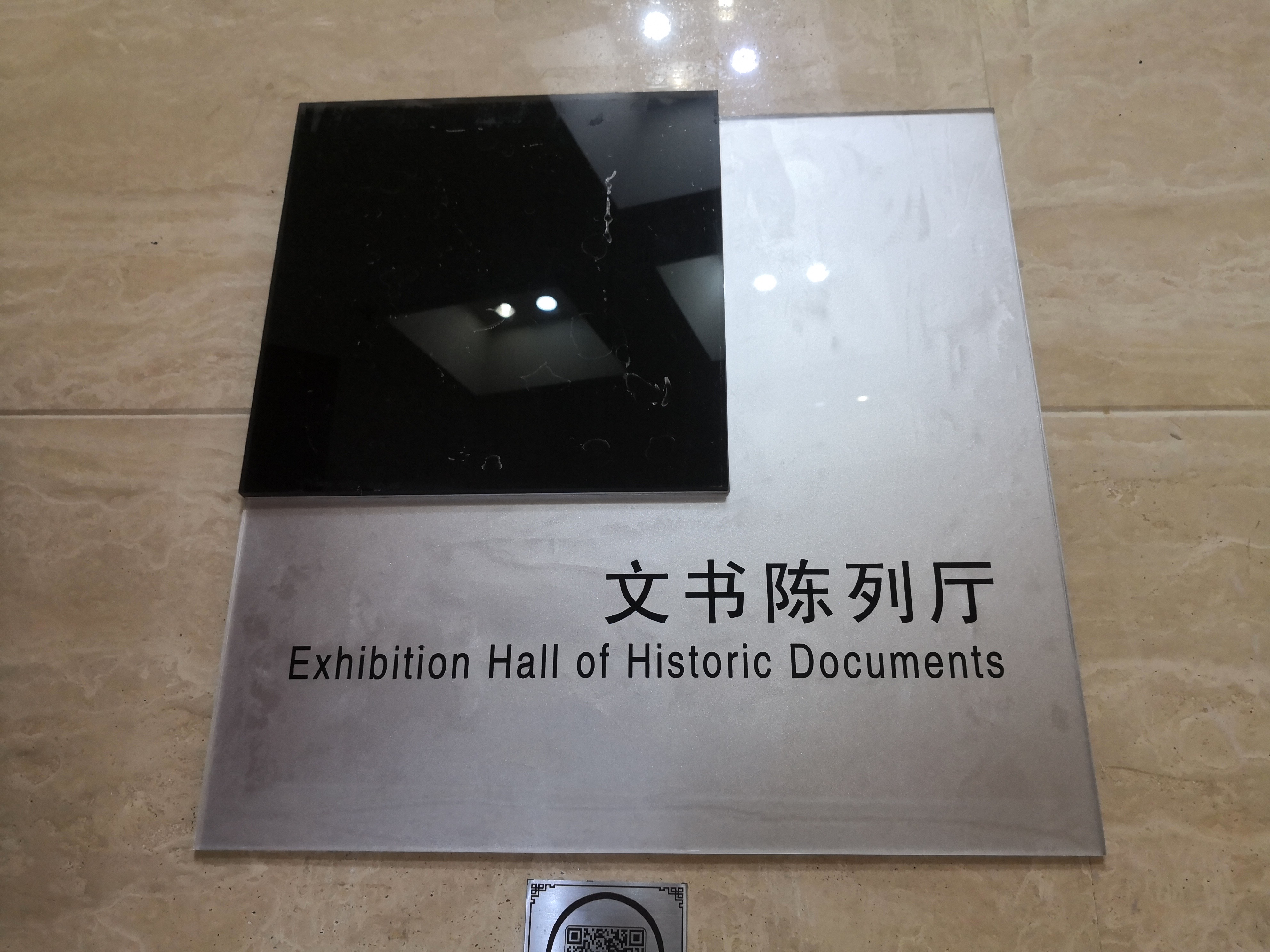
吐鲁番博物馆文书陈列厅

因吐鲁番地区气候干旱、降水稀少、地下水低，为古代文书的保存创造了良好条件。文书陈列厅是吐鲁番博物馆常设展厅之一，也是吐鲁番博物馆特色专题陈列展厅之一。文书陈列厅以出土地点区分，分为8个部分，分别是洋海墓地出土文书、木纳尔墓地出土文书、巴达木墓地出土文书、交河故城出土文书、阿斯塔那墓地出土文书、台藏塔遗址出土文书、柏孜克里克石窟出土文书、吐鲁番征集文书。文书种类包括信札、契约、佛经、公文、药方、随葬衣物疏等数十种。展出文书包括汉文、粟特文、回鹘文、梵文、西夏文等语言文字。:79-92

### 古钱币陈列厅

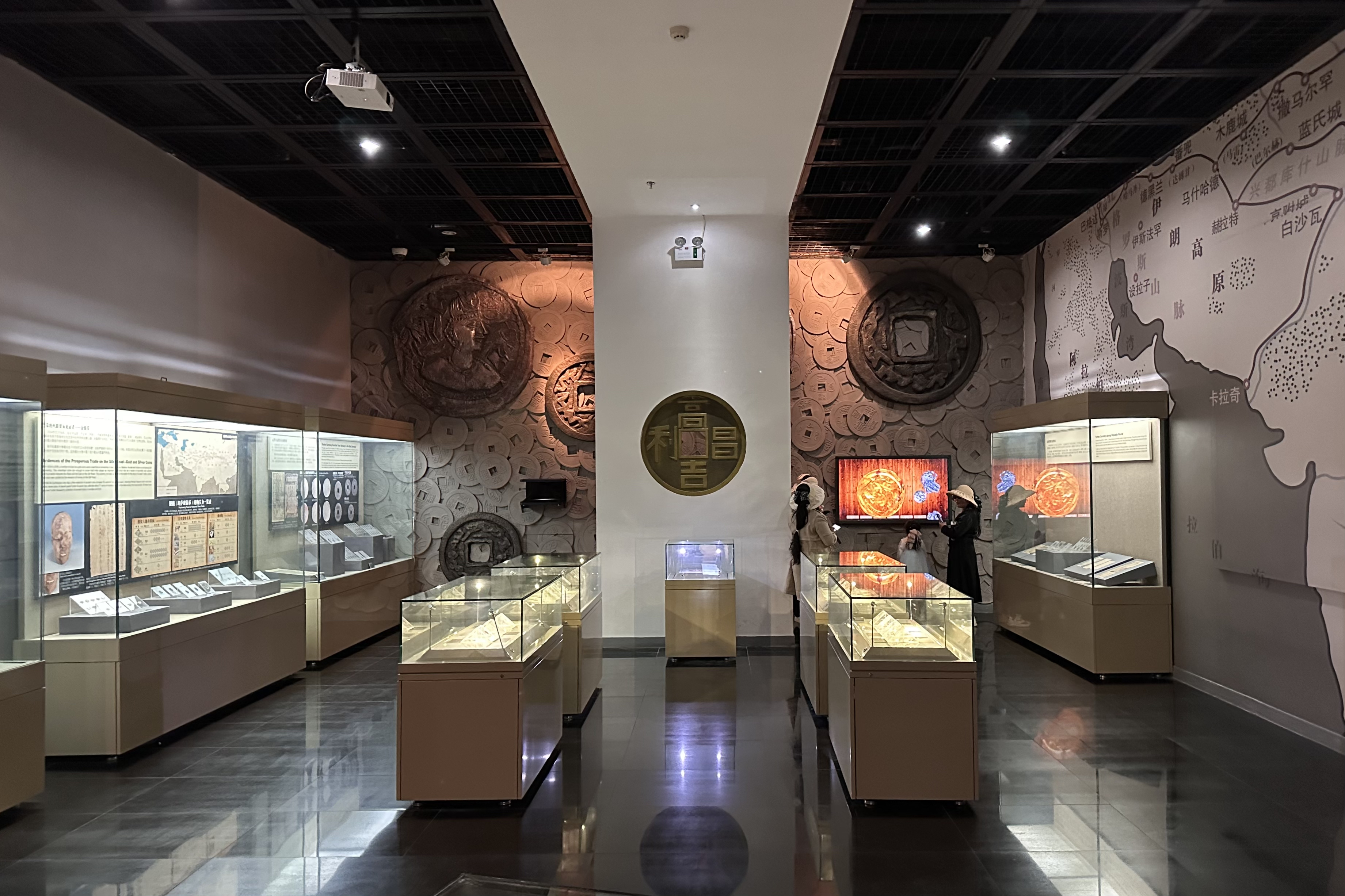
吐鲁番博物馆古钱币陈列厅

古钱币陈列厅是吐鲁番博物馆常设展厅之一，也是吐鲁番博物馆特色专题陈列展厅之一。古钱币陈列厅分为4个单元，分别是“货币起源”“汉至回鹘时期的吐鲁番货币”“元明清时期吐鲁番货币”“民国钱币”。展出有馆藏超2万件货币中的220件展品。不仅展出交河故城西沟墓地、巴达木墓地、木纳尔墓地、阿斯塔那古墓群出土的古钱币，还展出钱币收藏家杜维善捐赠给吐鲁番博物馆的波斯萨珊王朝银币等流行于丝绸之路上不同地区的货币。

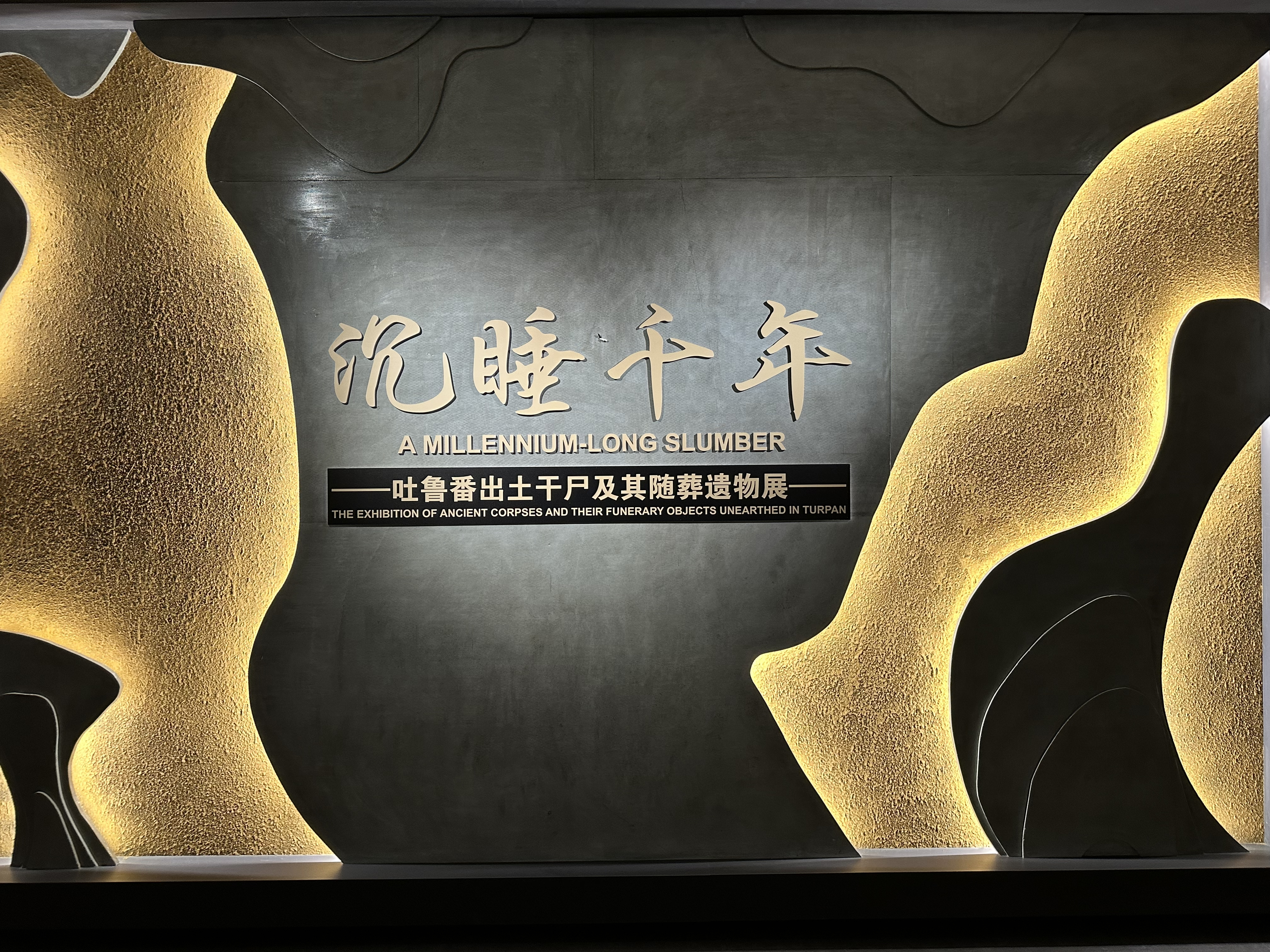
吐鲁番博物馆 沉睡千年——吐鲁番出土干尸及其随葬遗物展

### 沉睡千年——吐鲁番出土干尸及其随葬遗物展
吐鲁番气候干燥，当地古代先民遗体得以历经千年不腐，其遗物得以保存。《“沉睡千年”——吐鲁番出土干尸及其随葬遗物展》是吐鲁番博物馆的常设展之一。《“沉睡千年”——吐鲁番出土干尸及其随葬遗物展》于2023年进行改造升级和布展筹备，之后主要分为五大部分，分别是“权杖和战斧——揭开洋海萨满巫师的神秘面纱、火焰山腹地的苏贝希人、被山洪淹埋的墓地——胜金店人的发现、主导高昌社会变迁的人——高昌郡至唐西州时期、被火焰山‘烤干’的人体——清代干尸”。展出超过20种文物，包括干尸人骨、皮制品、木器、陶器、铜器、人俑、墓志等随葬品。可以看到木纳尔墓地出土的墓表，胜金店墓地出土的世界上最早的假肢，距今有2500多年历史、曾在洋海墓群埋葬的女萨满巫师干尸等文物。:97-104

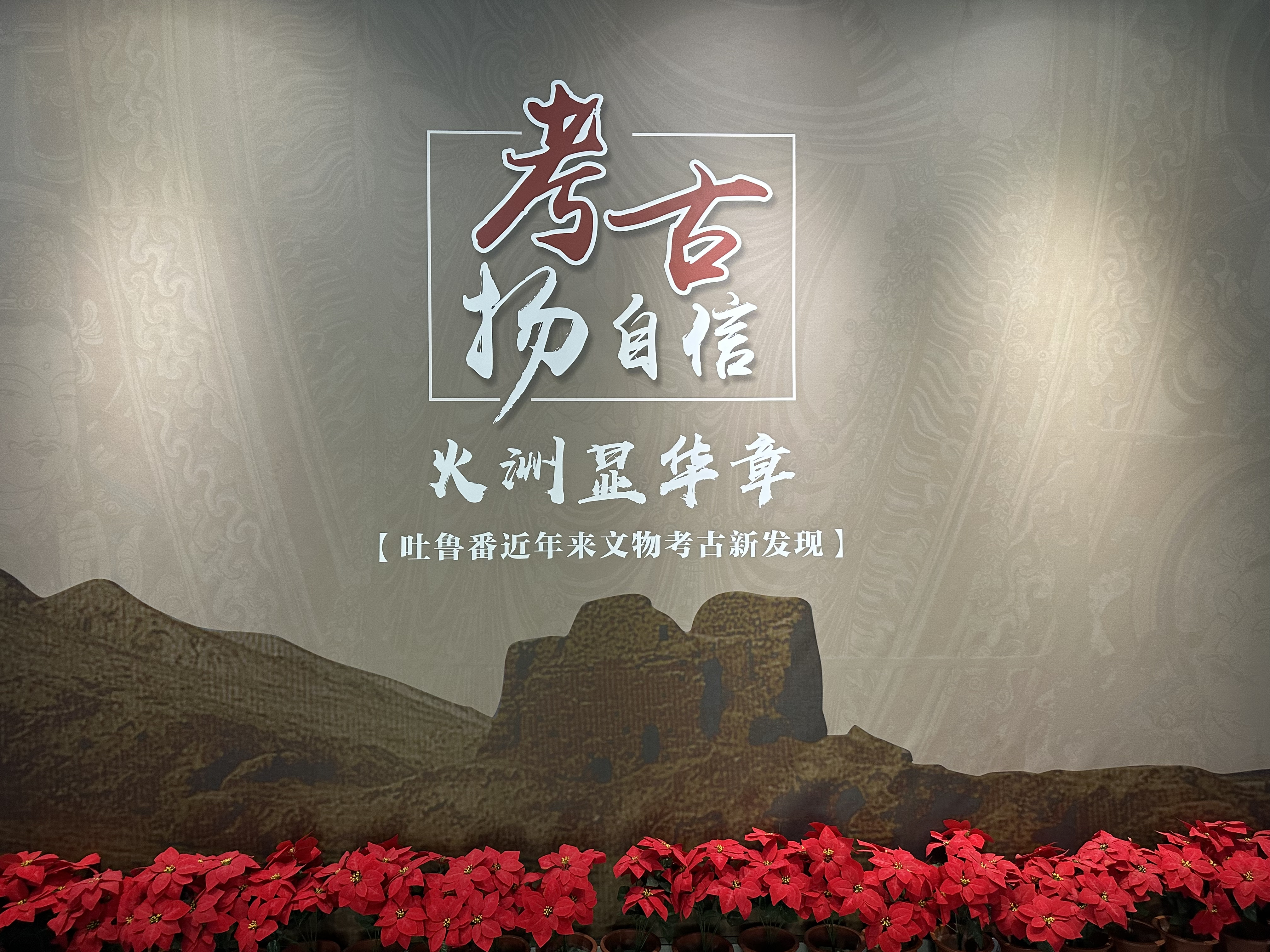
吐鲁番博物馆 考古扬自信 火洲显华章——吐鲁番近年来文物考古新发现

### 特展
吐鲁番博物馆不时会举办特展，2023年吐鲁番博物馆推出的特展包括《吐鲁番考古第一人——纪念黄文弼诞辰130周年特展》和《考古扬自信火洲显华章——吐鲁番近年来文物考古新发现特展》。前者为展现新疆考古先驱和奠基人黄文弼生平和成就的特展，展出形式包括照片、使用过的物品、所收藏的古籍文献、所收藏的拓片等。后者是展出吐鲁番境的内加依墓地、吐峪沟石窟、西旁景教寺院遗址、巴达木东墓地等考古新发现，展出形式包括跪拜俑、骑驼俑、《大唐故程府君墓志铭》等出土文物。

## 重要藏品

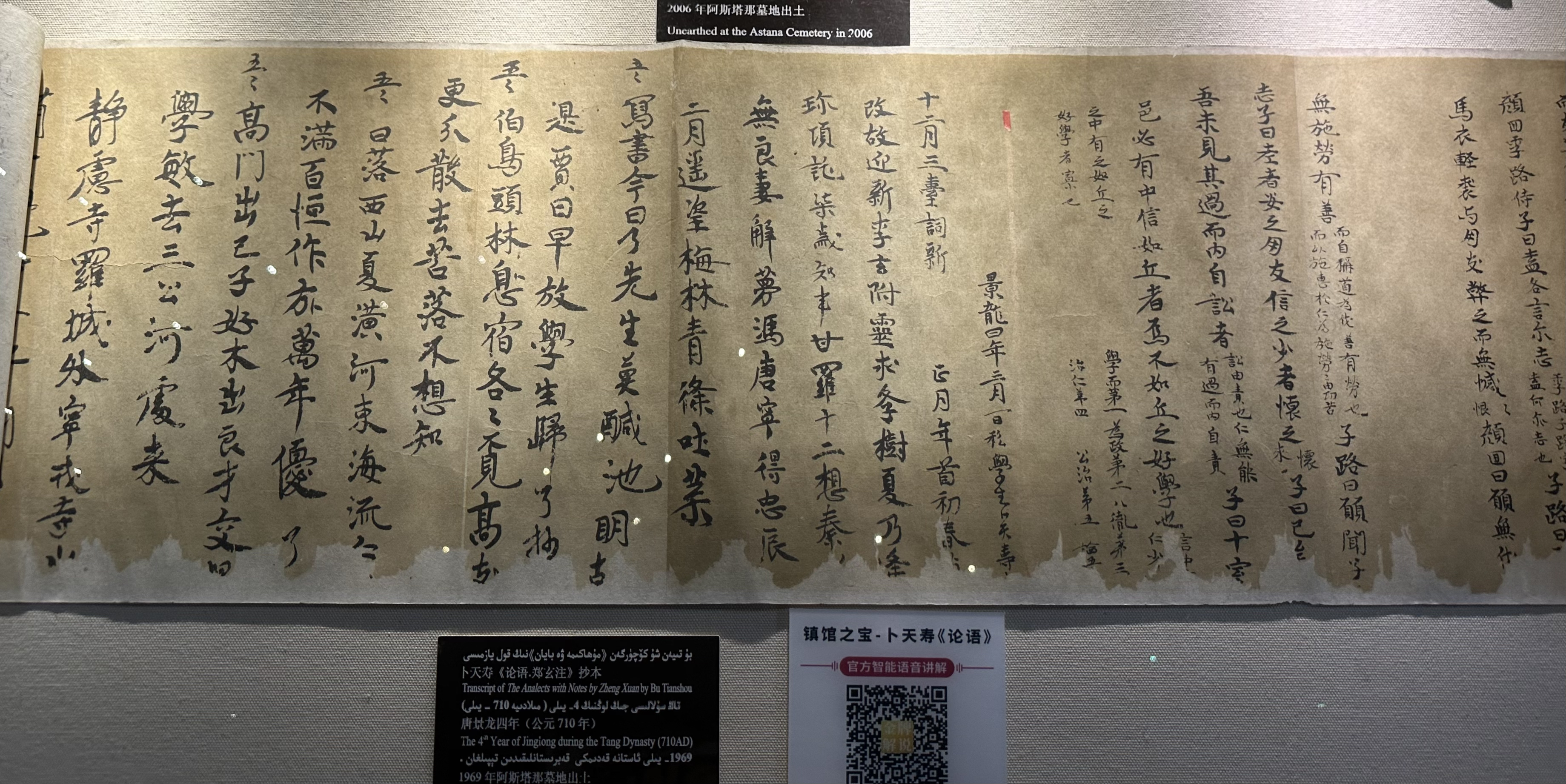
卜天寿《论语·郑氏注》抄本 吐鲁番博物馆

截止2021年，吐鲁番博物馆有藏品包括石、陶、木、铜、金、银器、钱币、毛麻丝织品、皮质品、木雕、泥俑、绘画、动植物化石标本等在内的29大类20637件（套），其中珍贵文物892件（套）。媒体报道的吐鲁番博物馆镇馆之宝包卜天寿《论语·郑氏注》抄本、美丽巨犀化石、萨满巫师干尸等。

### 卜天寿《论语郑氏注》抄本
卜天寿《论语郑氏注》抄本1969年出土于阿斯塔那古墓群，该抄本横538厘米，纵27厘米。是唐景龙四年（公元710年），由西州高昌县名为卜天寿的12岁私学生所抄写。内容为东汉郑玄所注《论语》之《八佾》、《里仁》、《公冶长》中三篇、《为政》的一部分，另外还包括1首当时民间流行之作《十二月三台词》和6首绝句。《论语郑氏注》流行于南北朝，但未被采纳入唐官修经典注疏中，宋以后影响力下降。卜天寿抄本是20世纪以来从敦煌、吐鲁番出土的《论语郑氏注》残本中保存较好且最长的卷子。在书法、古代民间文献、训诂研究等方面价值较高。卜天寿在抄写时还创作了希望按时放假的打油诗：“写书今日了，先生莫碱池，明朝是贾日，早放学生归。”:87卜天寿《论语郑氏注》抄本被录入第一批《国家珍贵古籍名录》。

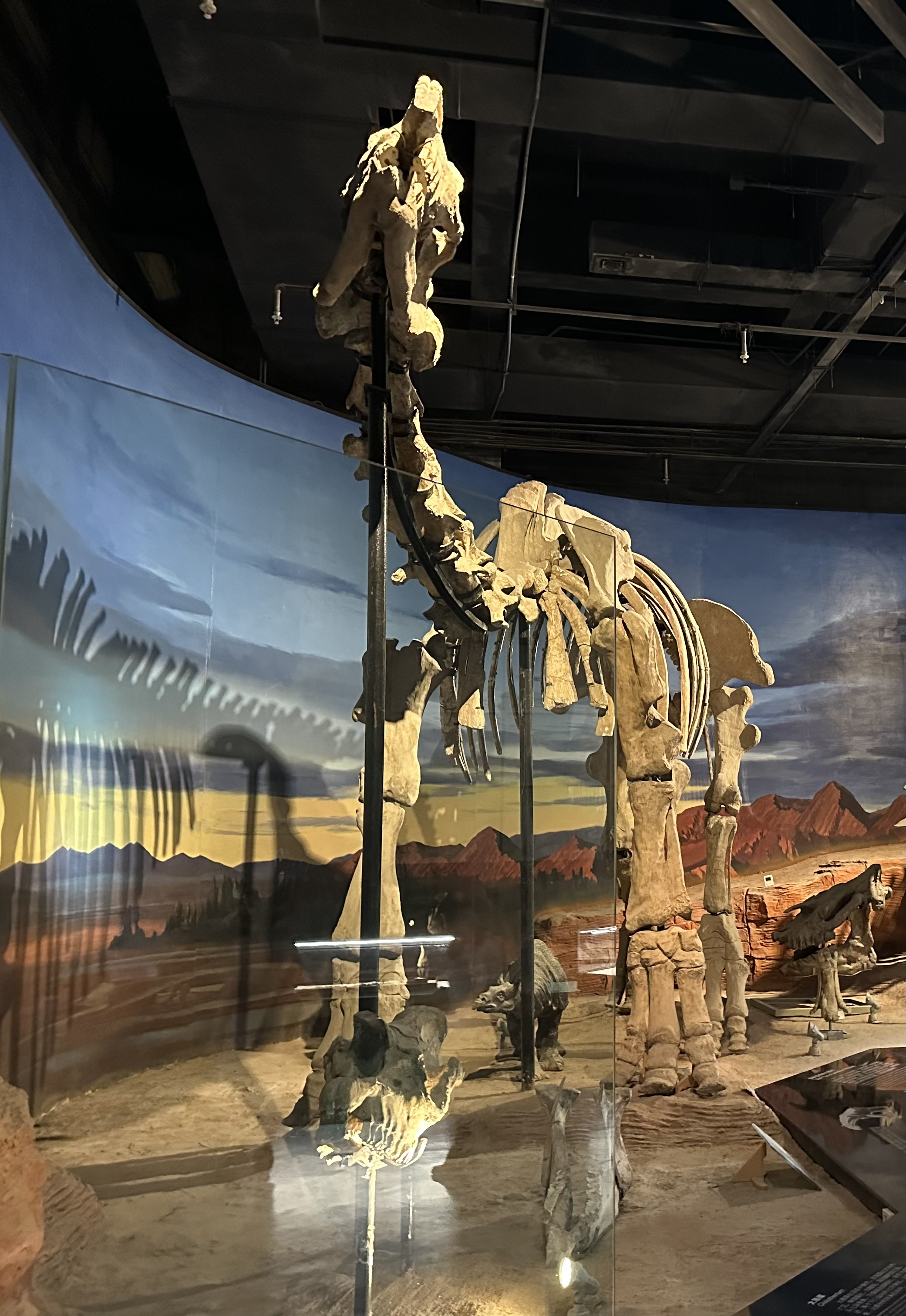
美丽巨犀化石 吐鲁番博物馆

### 美丽巨犀化石
1993年，新疆生产建设兵团工一师在修建兰新铁路复线飞跃站时，在飞跃车站西1千米处发现大量龙骨。新疆文物考古研究所在1993年和1994年进行了两次发掘，发掘出美丽巨犀（Paraceratherium lepidum）的头骨、下颚、自寰椎到第三腰椎的脊柱、右侧肋骨、右侧胫骨等，属桃树园子组顶部，晚渐新世。1995年，由北京自然博物馆对美丽巨犀骨架修理、补配、装架。由吐鲁番博物馆收藏和展出。复原的美丽巨犀化石体长9米左右，高5米左右，活时体重30吨左右。

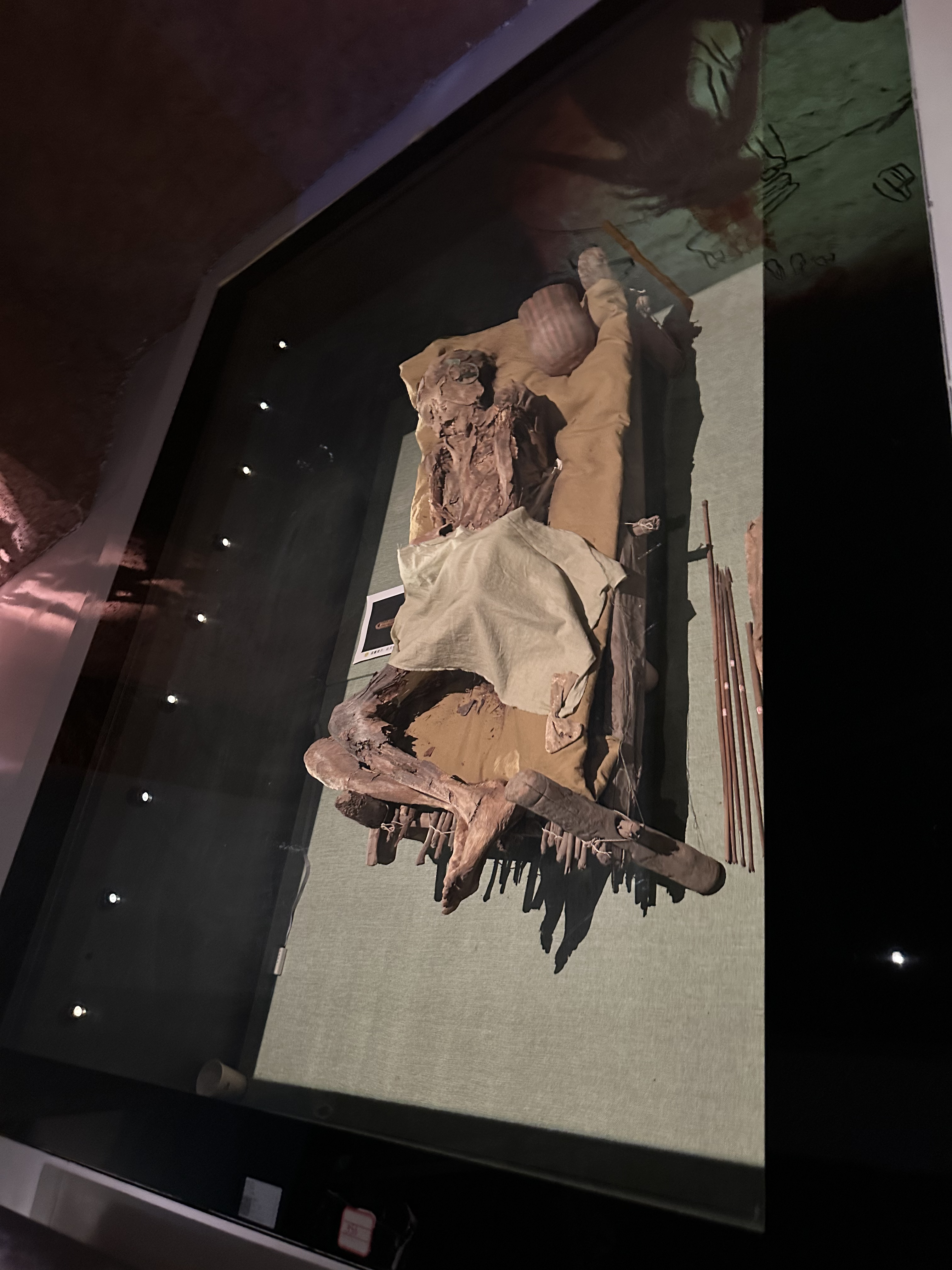
萨满巫师干尸复原

### 萨满巫师干尸
吐鲁番博物馆展出的萨满巫师干尸复原是博物馆保存较好的干尸之一，是由洋海墓地出土的两座萨满巫师墓葬合并而成。展出的干尸为男性，约40岁；仰身，下肢向右屈；额头有毛绦带，并伴有海贝装饰；带有耳环，绿松石和玛瑙等材质组成的项链带于颈部；手持法器——铜斧和鞭子。陪葬品包括皮篓、箜篌等。:97-98
洋海墓地确定为萨满巫师墓的只有两处。其中尸体保存较好的位于洋海一号墓地的M21内。出土时墓主头向东南，面向右上，上肢向腹部卷曲，下肢向右侧屈。除带有彩色毛绦带、项链外，还头戴羊皮帽，所带圆形耳环为金属制，右为金，左为铜。身穿毛织衣裤，足蹬有铜扣的皮靴。身上还放有缠绕铜片的木制法器，腰身下有装铜刀和铜锥的皮套。头前立套有马辔头的木棍，脚下有一副羊头骨，陪葬有木钵。另一萨满巫师干尸位于洋海一号墓地的M90内，这具干尸被放置在木质尸床上，干尸为45到55岁的男性。干尸仰身直肢，下肢缺失，身下的毡片腐败，腿部仅剩两根草绳。

## 所获称号
2016年，吐鲁番博物馆被评为国家AAAA级旅游景区。2017年，吐鲁番博物馆被中国博物馆协会评为第三批国家一级博物馆。2022年，中国科学技术协会公布《2021-2025年第一批全国科普教育基地》，其中包括吐鲁番博物馆。

## 社教活动

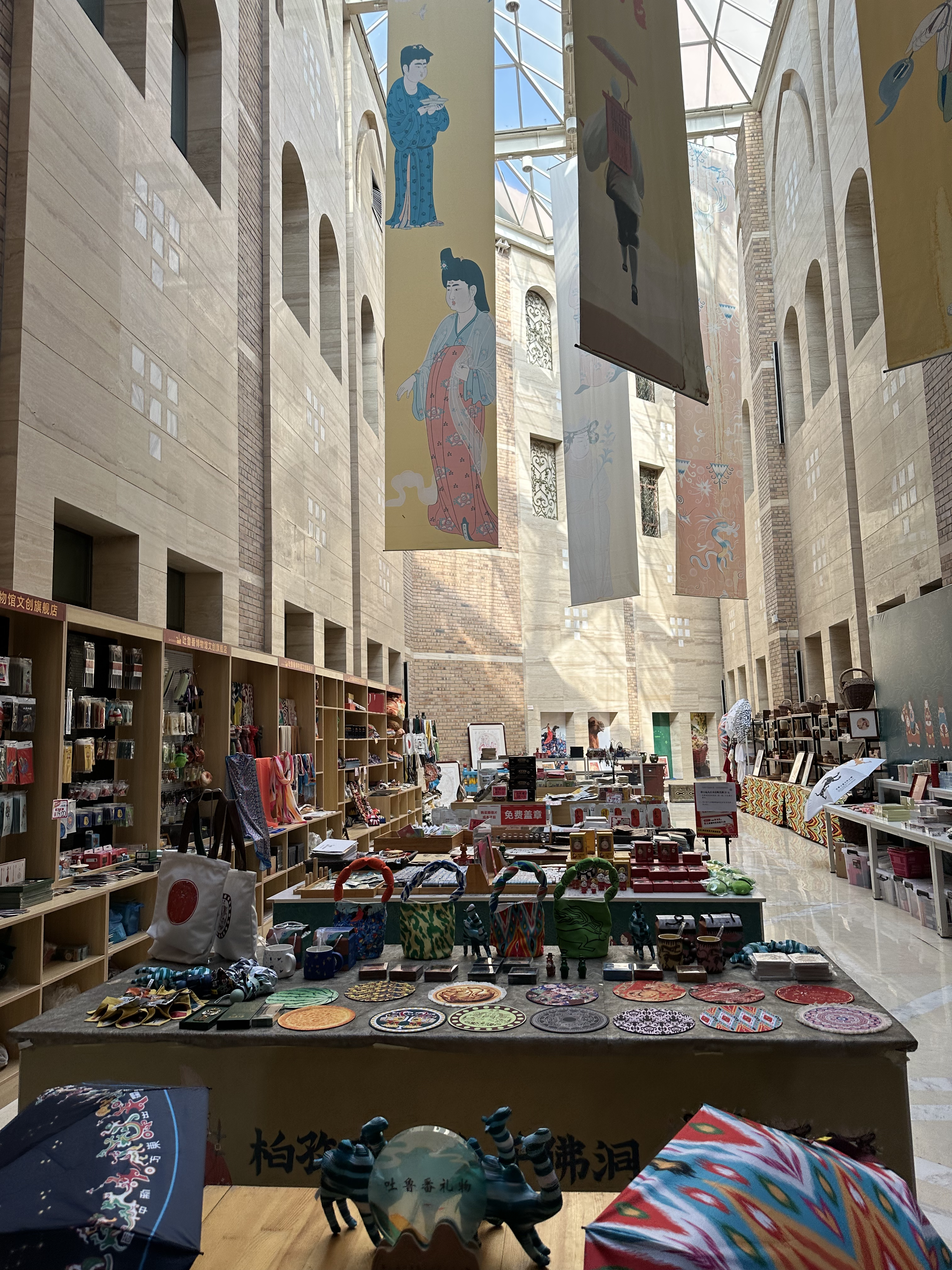
吐鲁番博物馆文创空间

面对校园，吐鲁番博物馆会举办不同主题的研学活动，形式包括博物馆参观、现场体验等。如2023年3月吐鲁番博物馆开展“传承历史文化 倾听文物故事”主题研学活动，吐鲁番职业技术学院的学生体验织布、制陶等活动，并参观吐鲁番博物馆的馆藏文物。面对社区和乡村，吐鲁番博物馆采取“流动博物馆”的形式，进入社区和乡村。截止2023年2月底，吐鲁番博物馆“流动博物馆”先后巡展超过300场，讲解超过2000次，参与“流动博物馆”的民众超过10万人次。吐鲁番博物馆还会举办不同主题的学术讲堂、讲座，邀请各界学者介绍相关知识。主题包括《新中国成立以来文物保护的发展历史》《“一带一路”与吐鲁番历史知识》等，主讲人包括文物保护专家谢辰生、北京大学历史系博士生导师荣新江、中国人民大学国学院博士生导师孟宪实等人。

## 文创产品
吐鲁番博物馆内设置有文创空间，推出有以伏羲女娲画像、阿斯塔那古墓群出土的织锦等吐鲁番出土的文物为灵感来源的文创产品，包括冰箱贴、纸胶带、手绘本、印章等。博物馆也推出有如灵感取自柏孜克里克石窟壁画中的高昌贵族人像的“智慧”系列玩偶在内的文创系列。另外，吐鲁番博物馆还开设12间店面的旅游文创特色街区，内有土陶、泥塑、桑皮纸等非遗文创产品。

## 图库

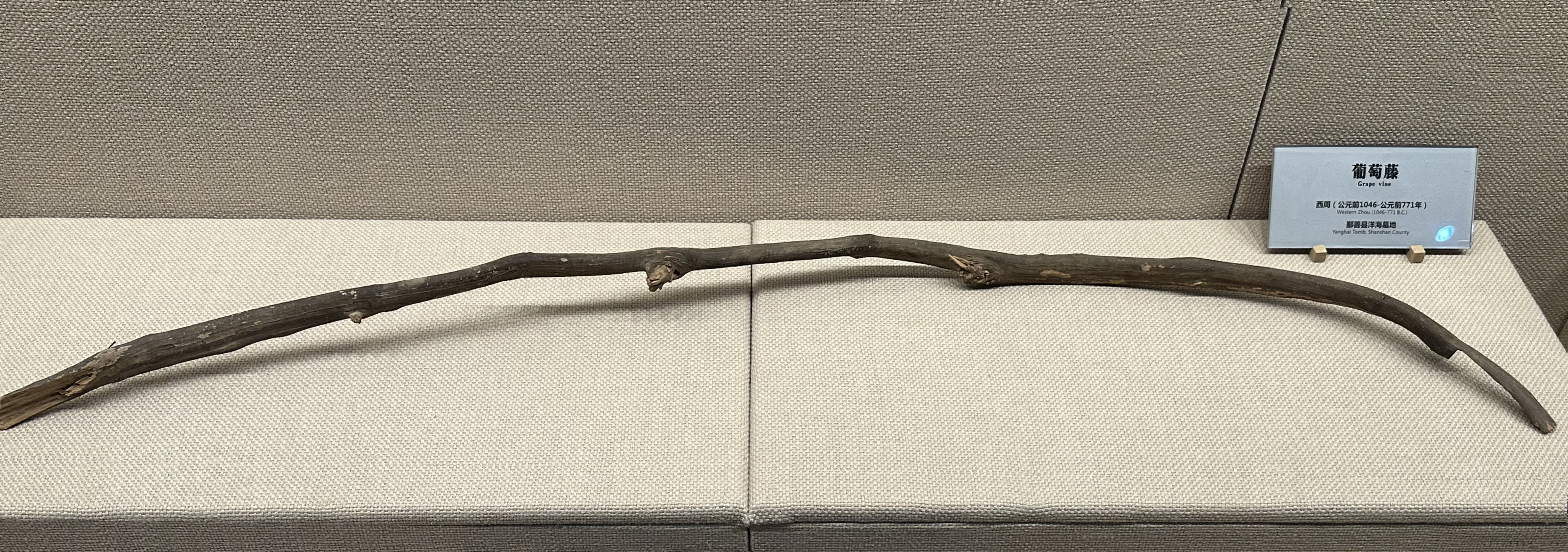
吐鲁番博物馆展出中国最早的葡萄藤
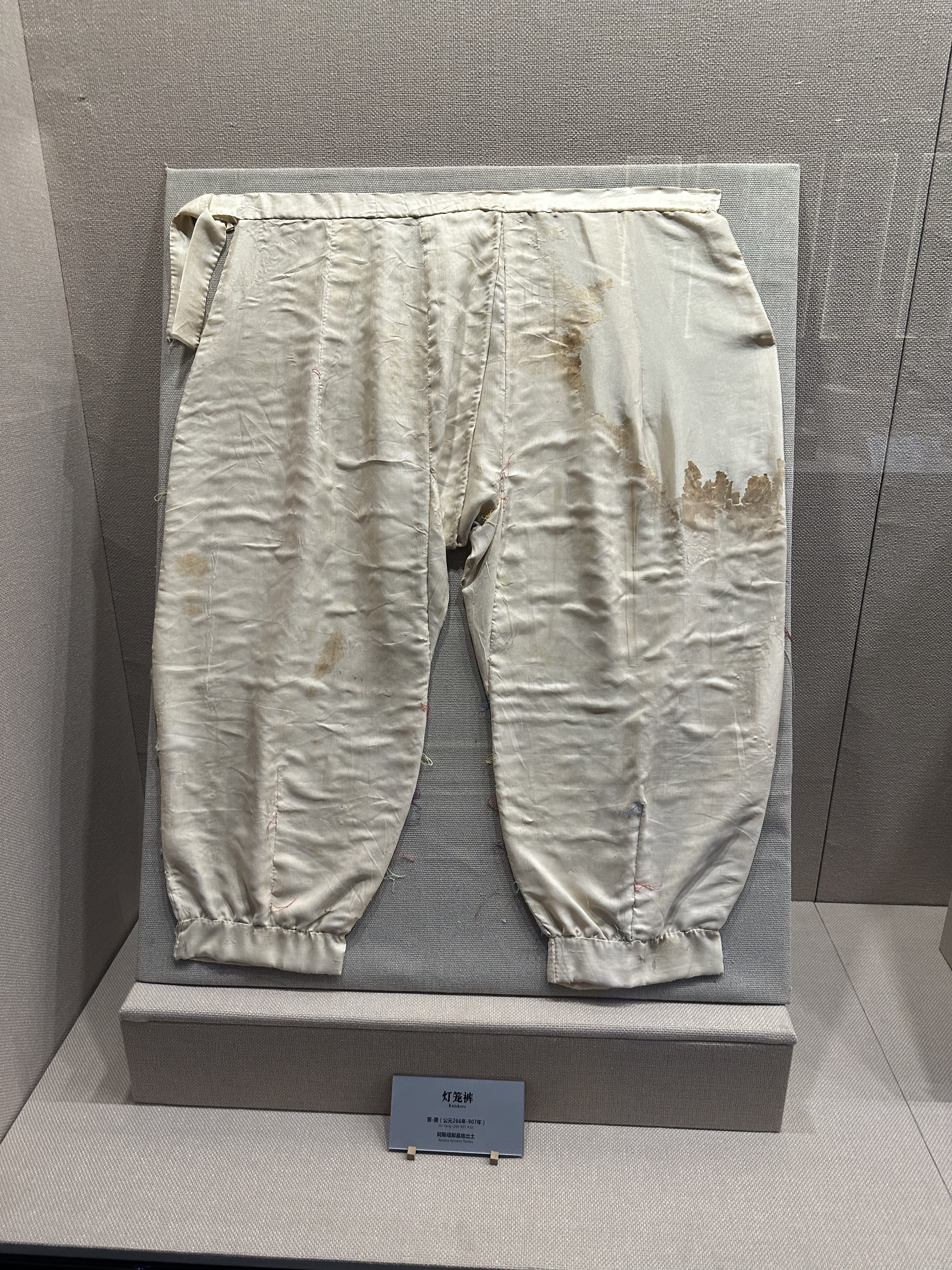
吐鲁番博物馆展出阿斯塔那古墓群出土的灯笼裤
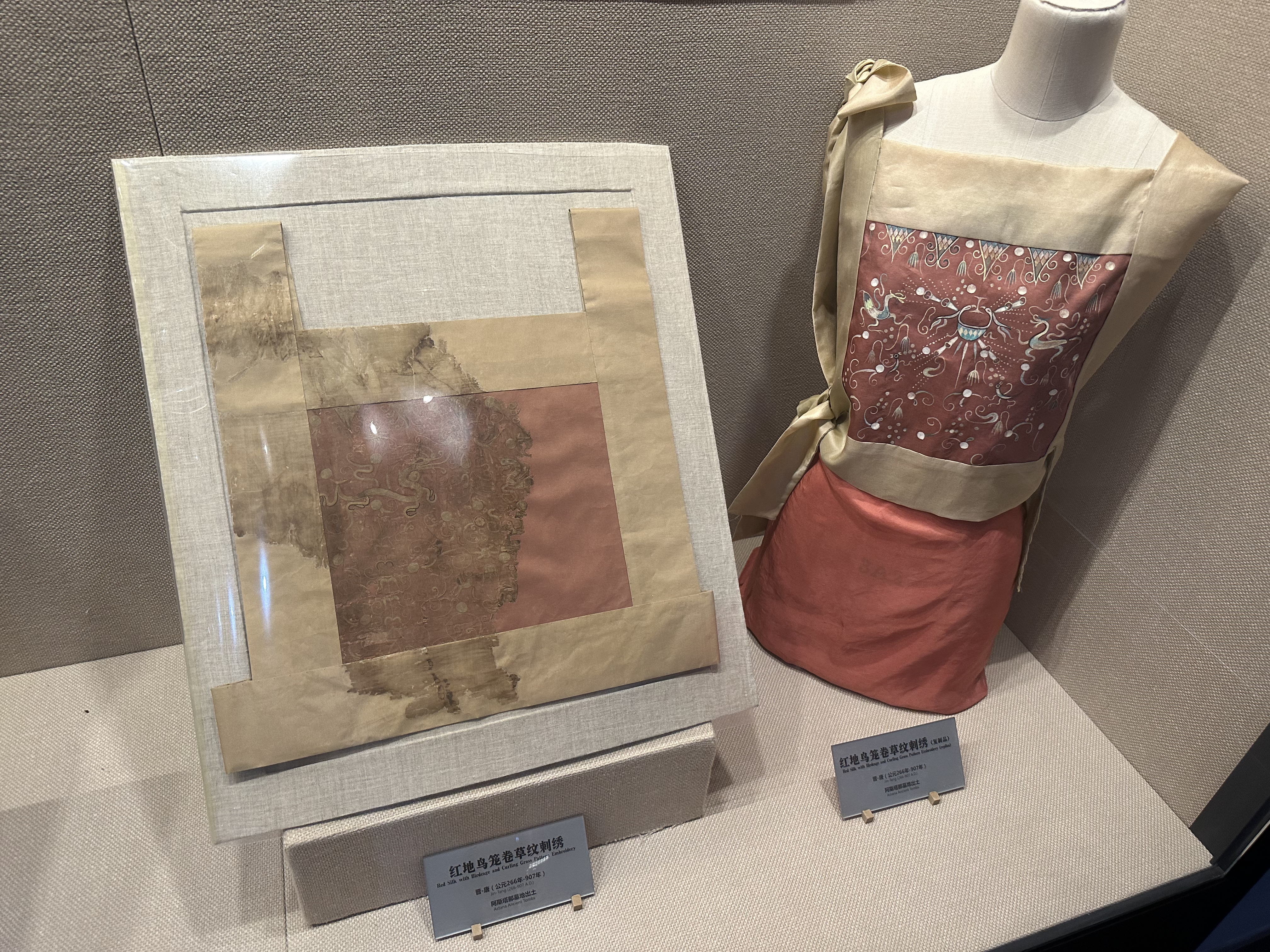
吐鲁番博物馆展出阿斯塔那古墓群出土的红地鸟笼卷草纹刺绣及其复制品
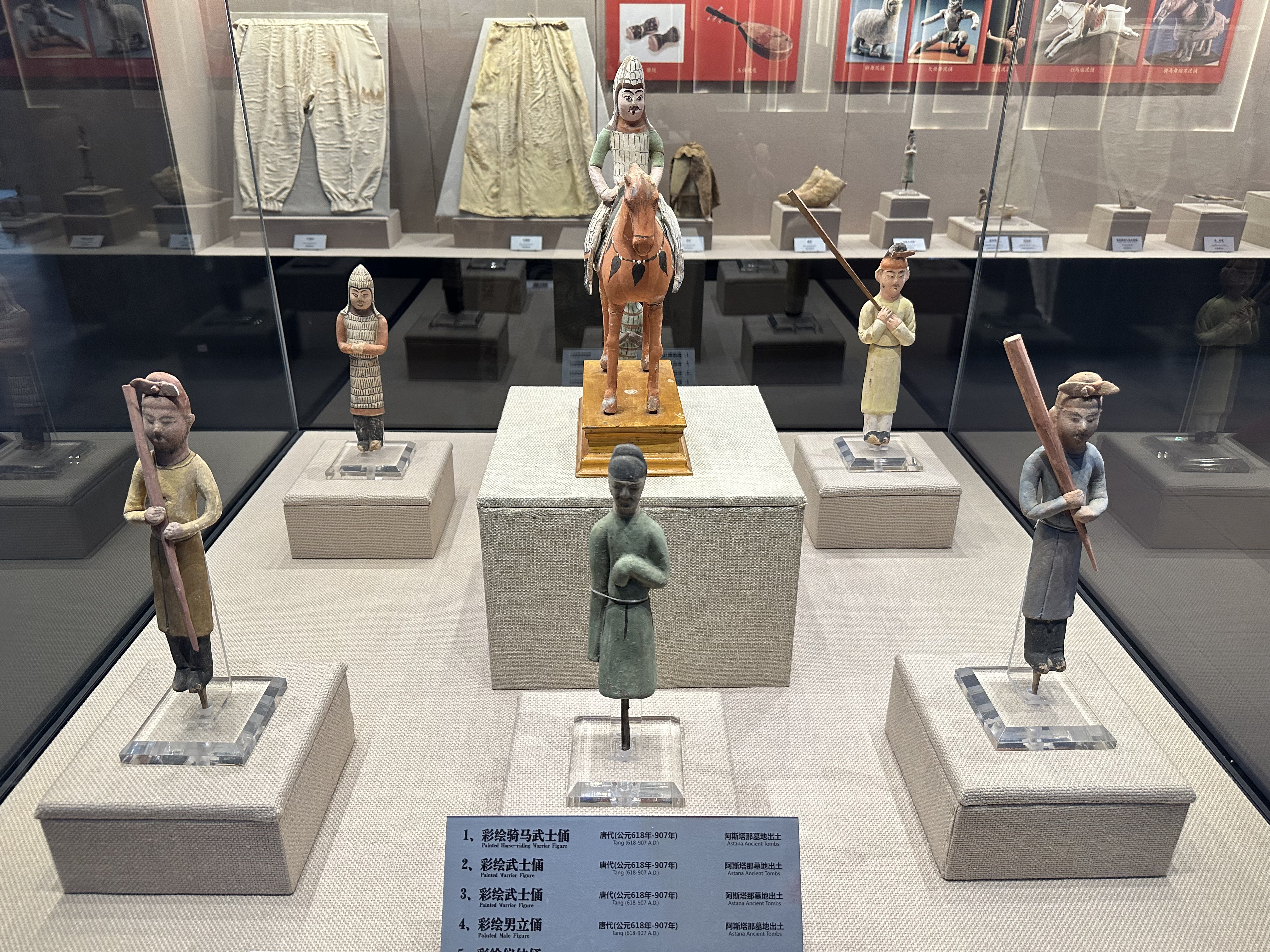
吐鲁番博物馆展出的阿斯塔那墓地出土的不同俑
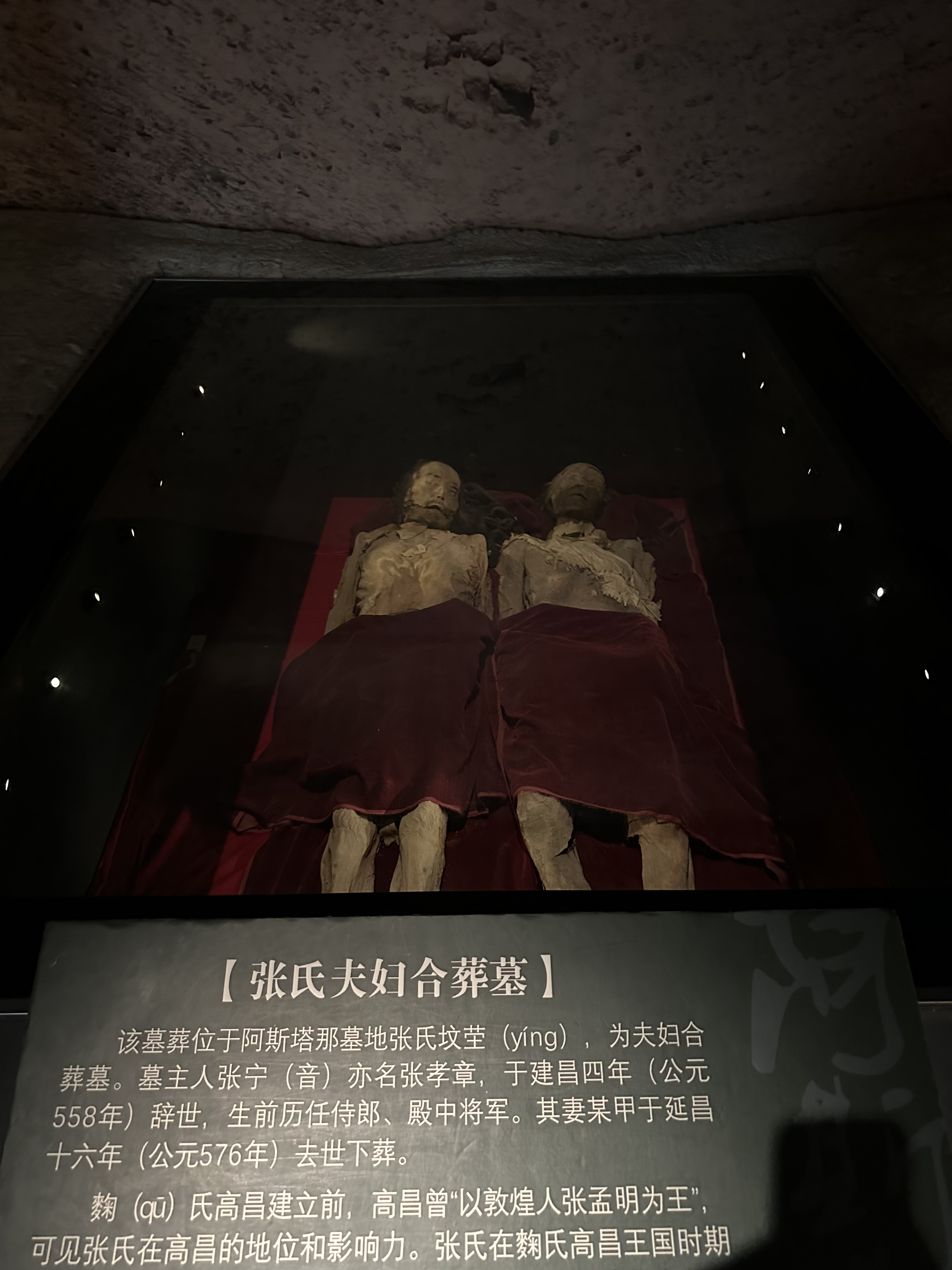
吐鲁番博物馆还原的阿斯塔那墓地的张氏坟茔
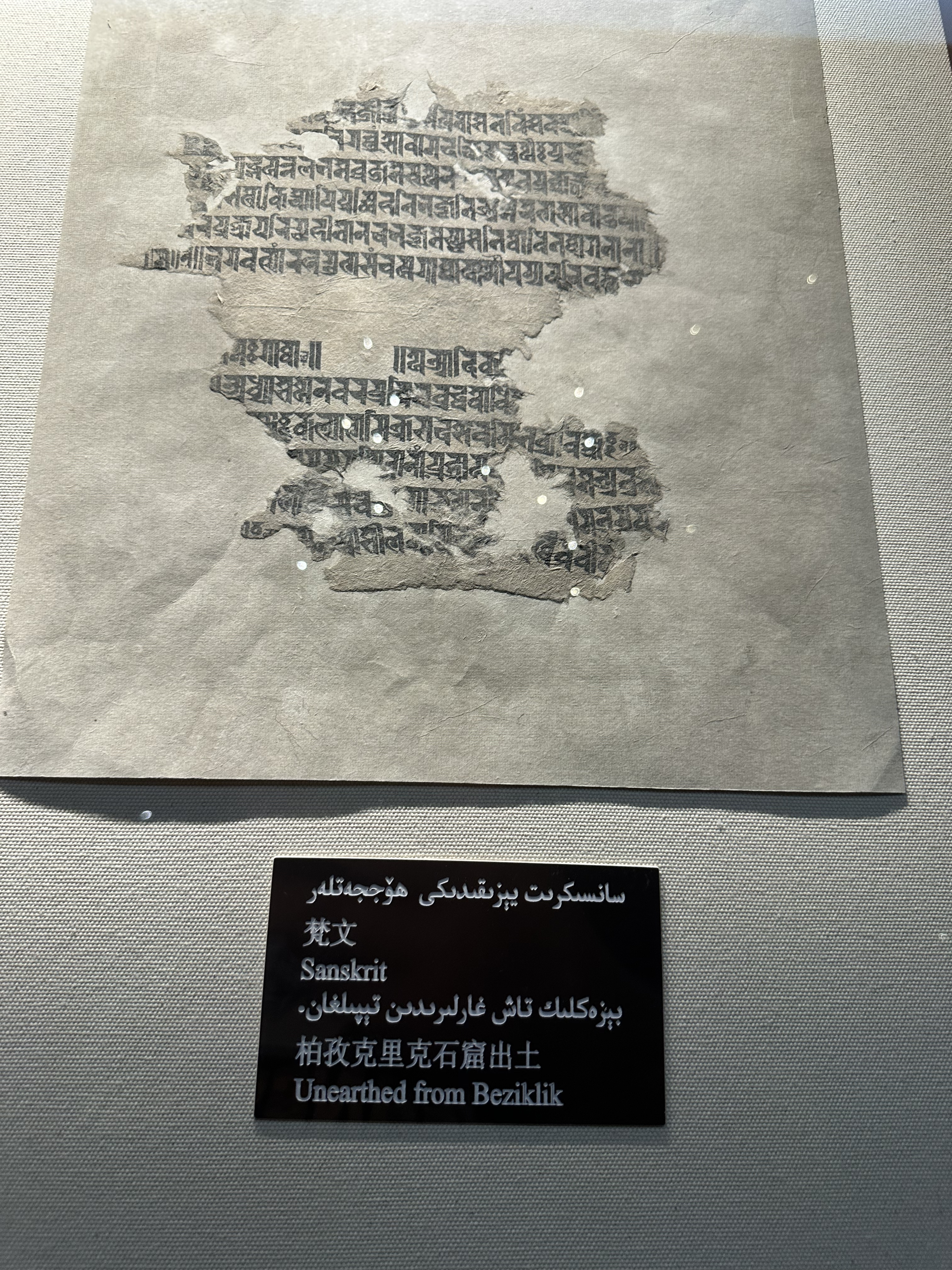
吐鲁番博物馆展出柏孜克里克石窟出土的梵文文书
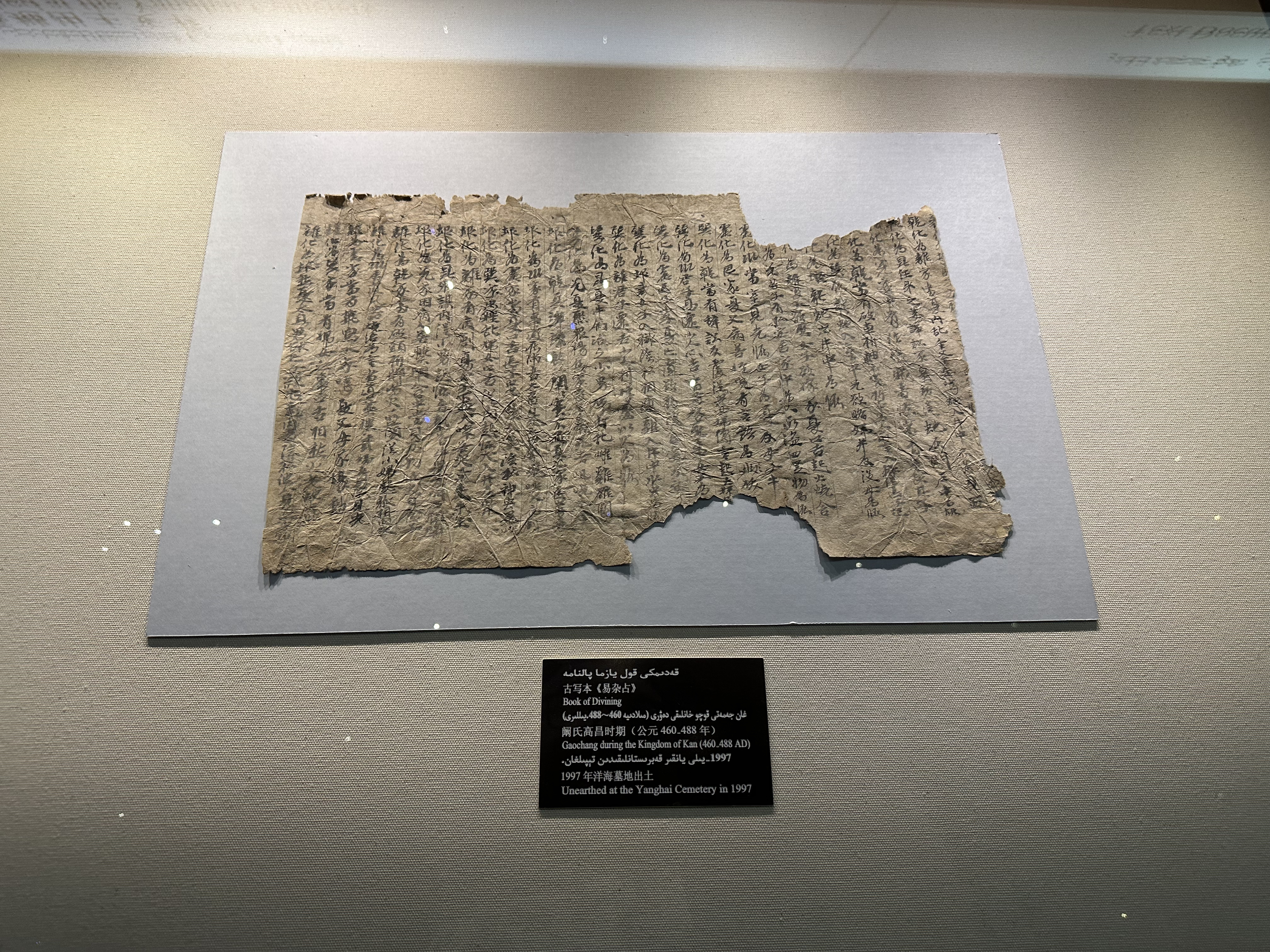
吐鲁番博物馆展出洋海墓地的古写本《易杂古》
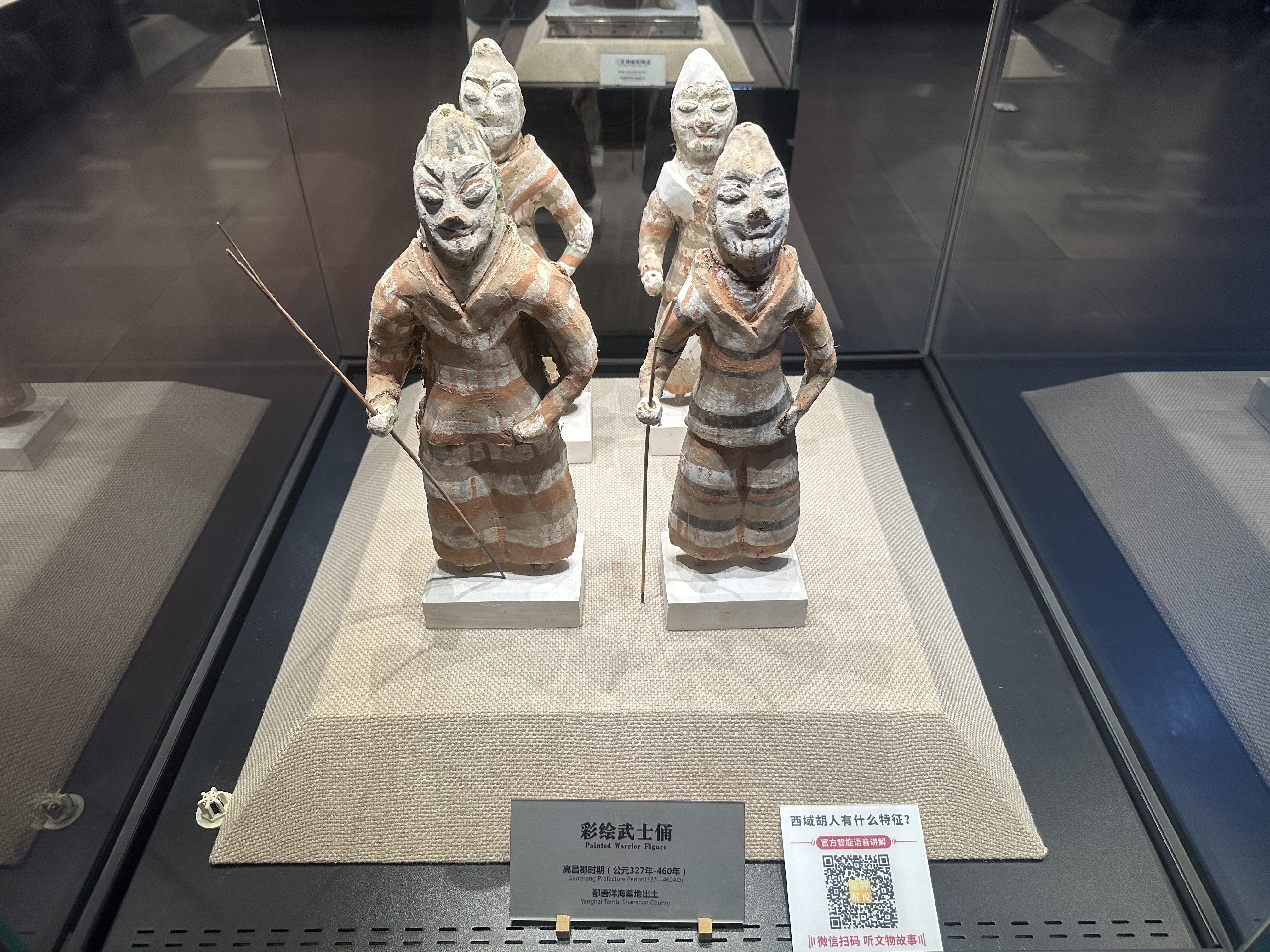
吐鲁番博物馆展出的洋海墓地出土的彩绘武士俑
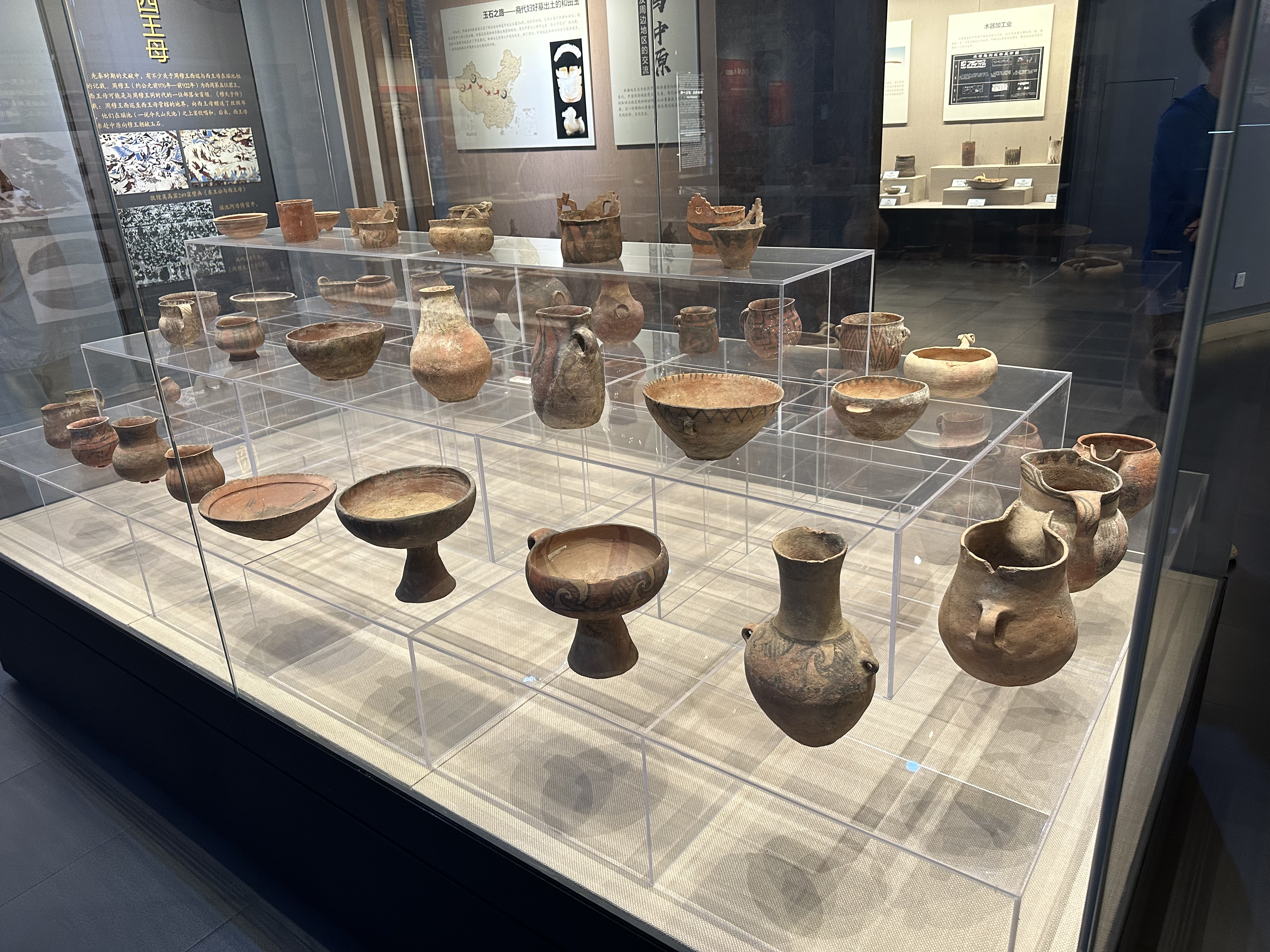
吐鲁番博物馆展出的彩陶文物
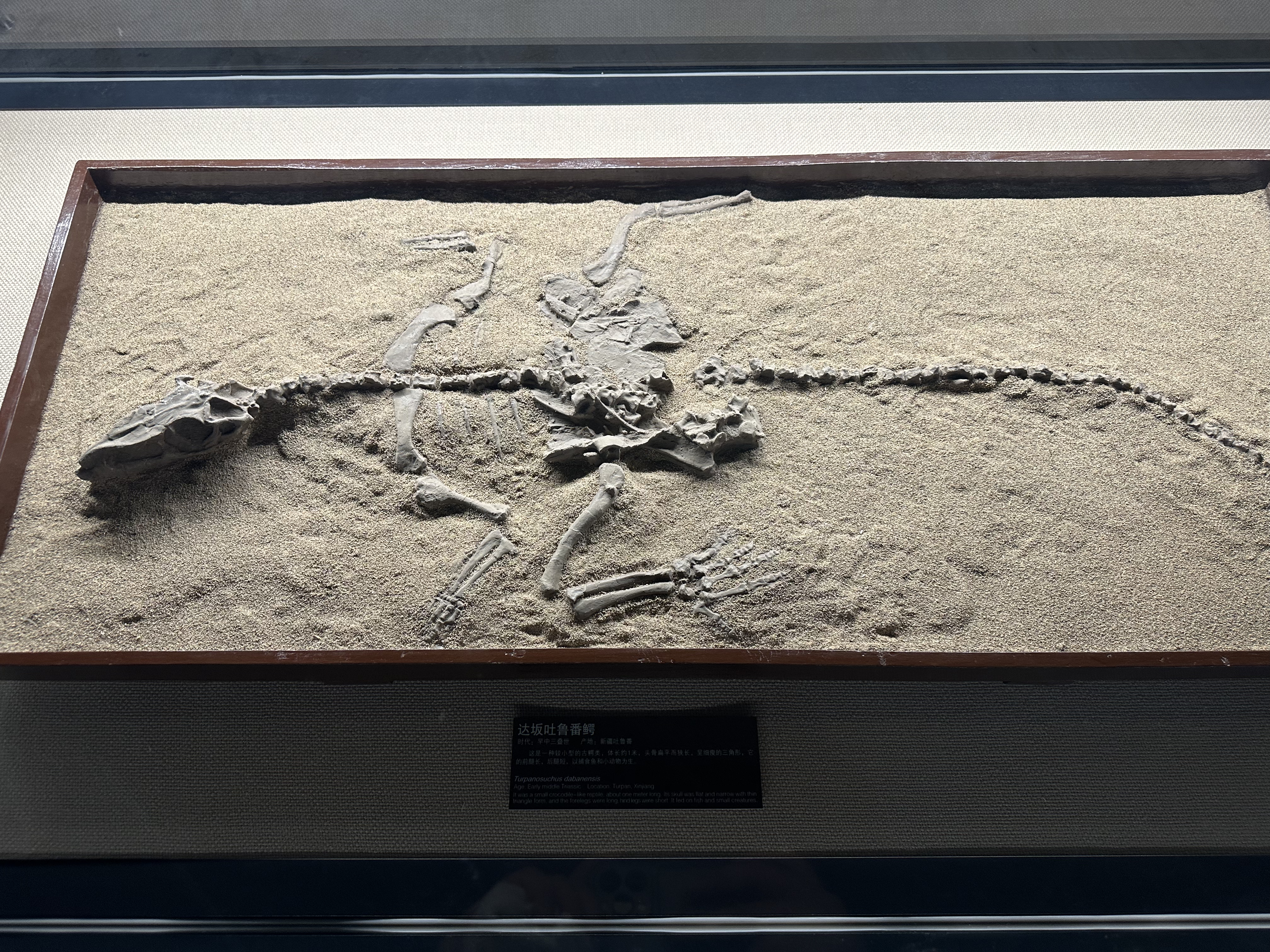
吐鲁番博物馆展出的达坂城吐鲁番鳄（Turfanosuchus dabanensis）
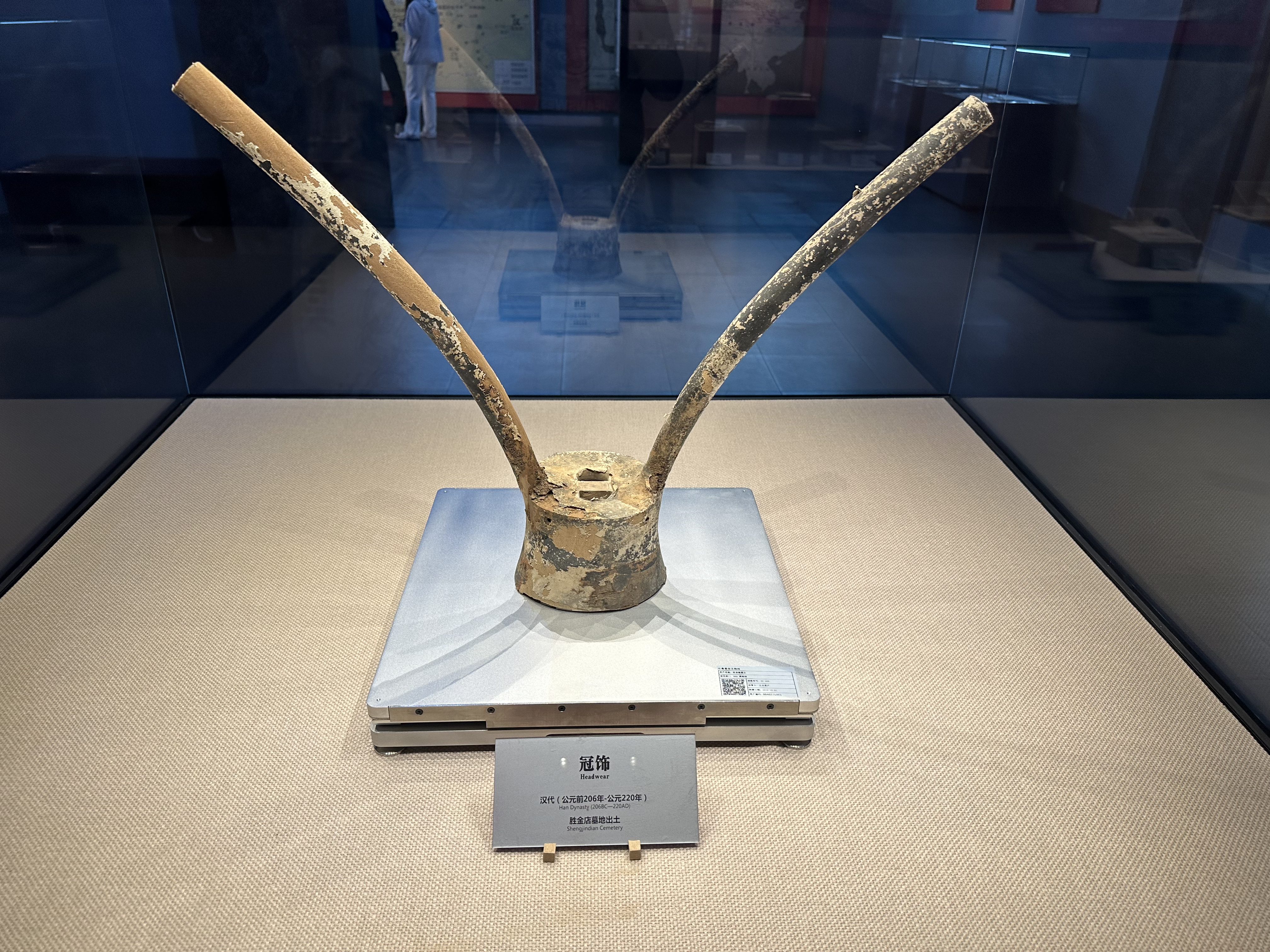
吐鲁番博物馆展出的胜金店墓地出土的冠饰
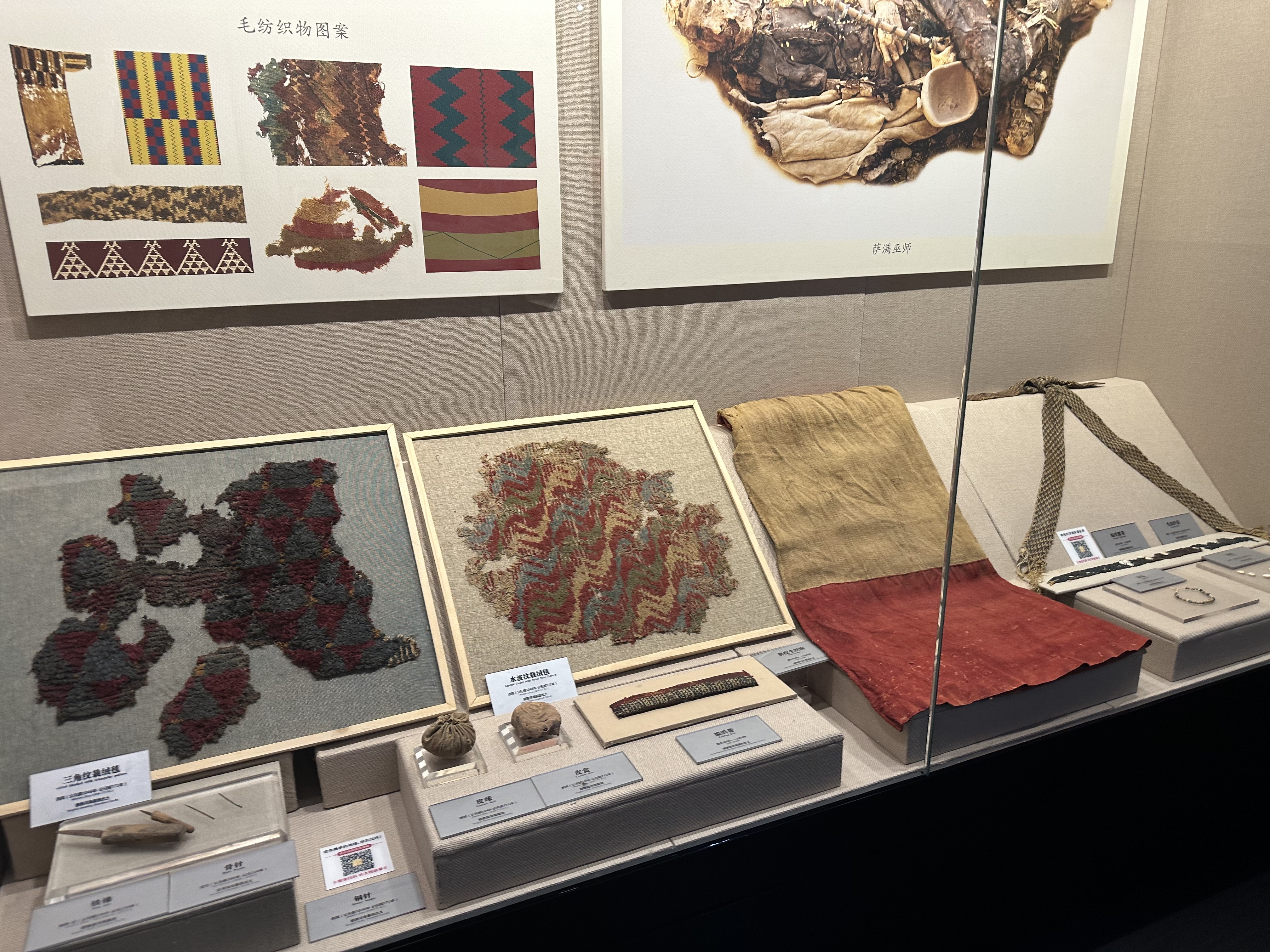
吐鲁番博物馆展出的织物、工具、饰品
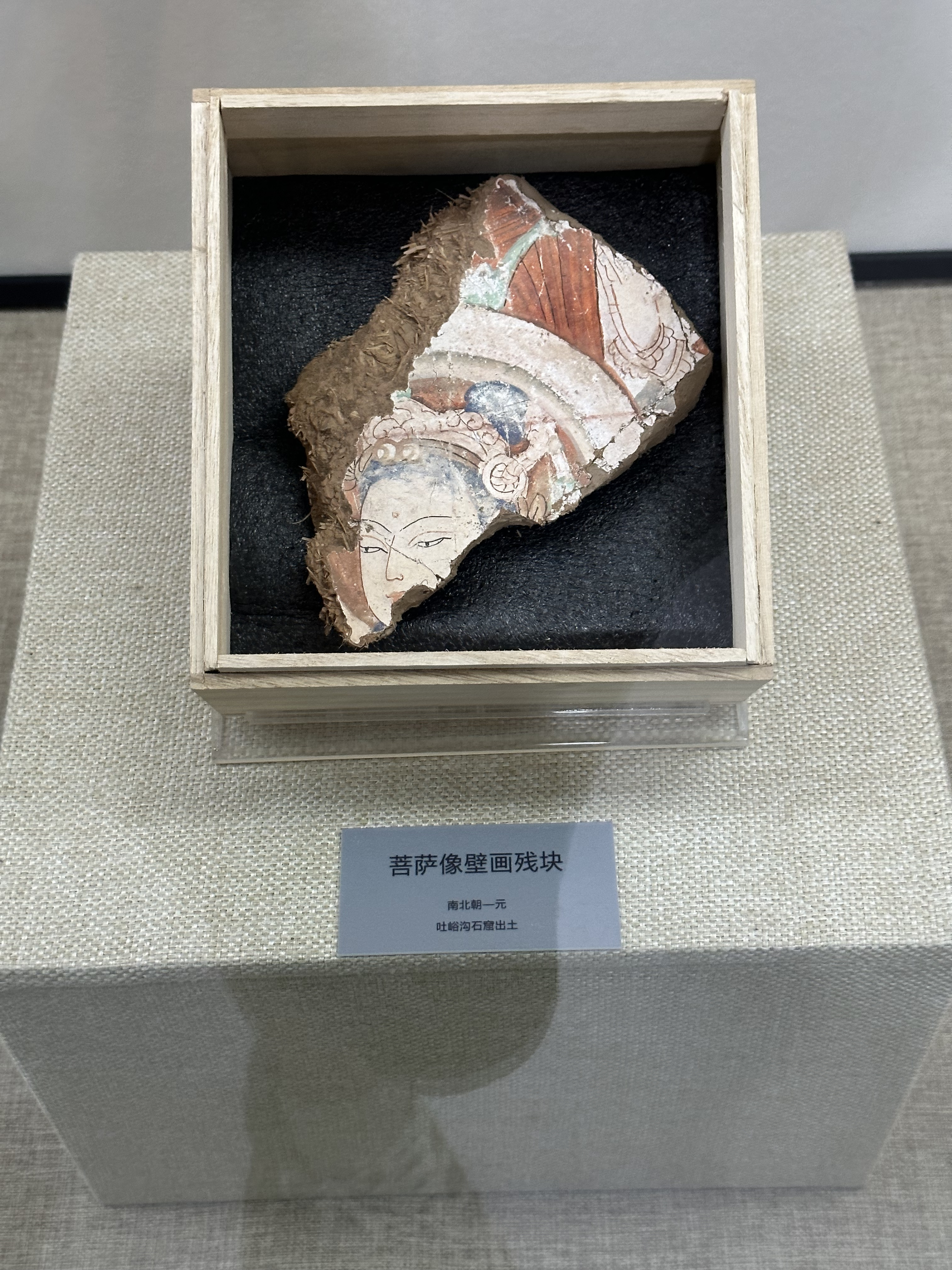
吐鲁番博物馆展出吐峪沟石窟出土的壁画残块
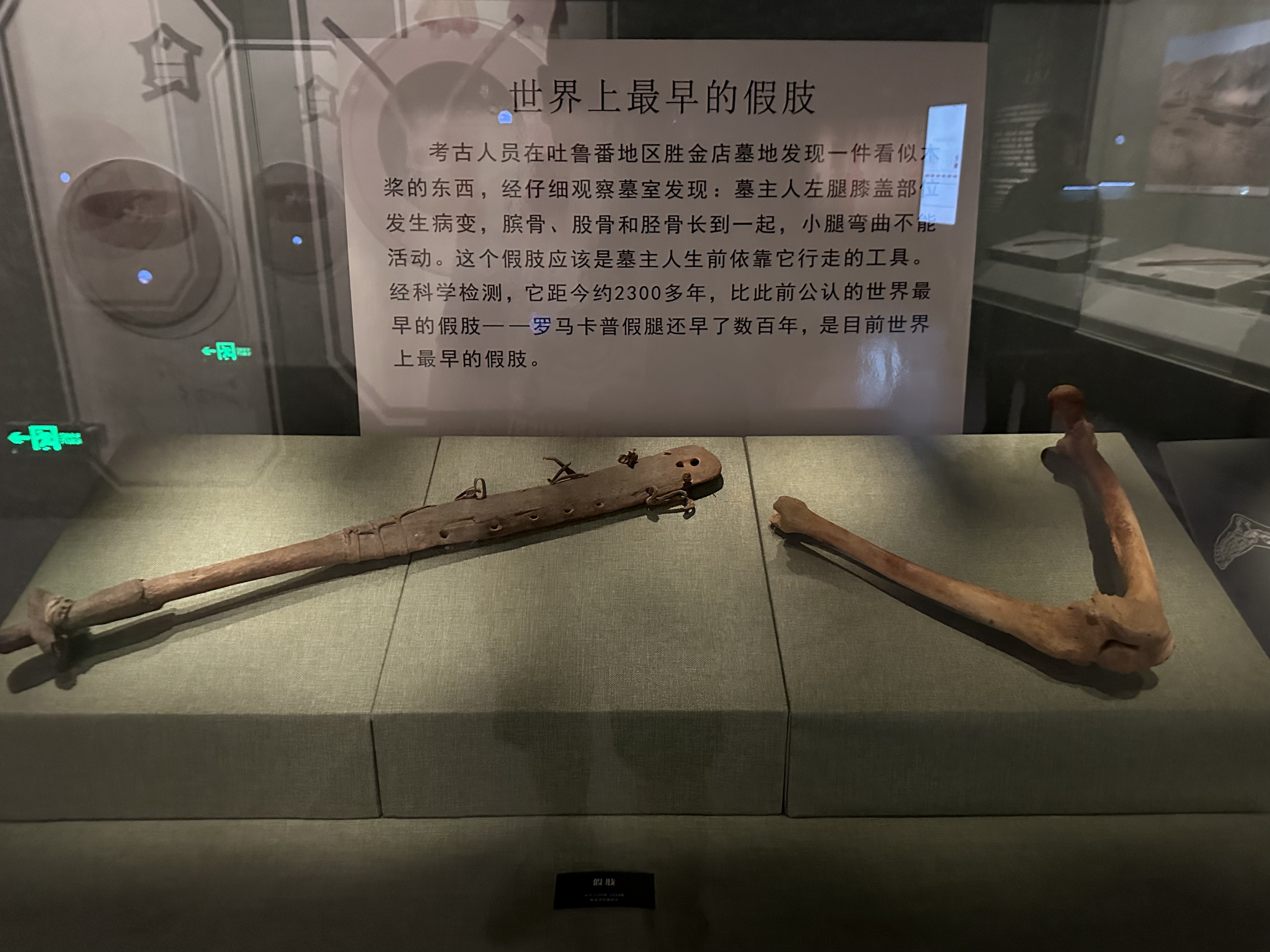
吐鲁番博物馆展出的假肢